# 777 (číslo)
Sedm set sedmdesát sedm je přirozené číslo. Následuje po čísle sedm set sedmdesát šest a předchází číslu sedm set sedmdesát osm. Římskými číslicemi se zapisuje DCCLXXVII a řeckými číslicemi ψοζ.

## Matematika
777 je:
- Deficientní číslo
- Složené číslo
- Nešťastné číslo

## Astronomie
- (777) Gutemberga je planetka hlavního pásu, kterou objevil v roce 1914 Franz Kaiser

## Roky
- 777
- 777 př. n. l.